# Cengkareng Barat
Cengkareng Barat is een kelurahan in het onderdistrict Cengkareng in het westen van Jakarta, Indonesië. Cengkareng Barat telt 72.140 inwoners (volkstelling 2010).